# 上洛比亞山
46°10′17″N 10°34′00″E / 46.1713°N 10.56666°E
上洛比亞山（義大利語：Lobbia alta），是意大利的山峰，位於該國北部，由特倫蒂諾-上阿迪傑大區負責管轄，屬於阿達梅洛-普雷薩內拉阿爾卑斯山脈的一部分，海拔高度3,196米，每年平均降雨量1,357毫米。